# Dravidiska språk

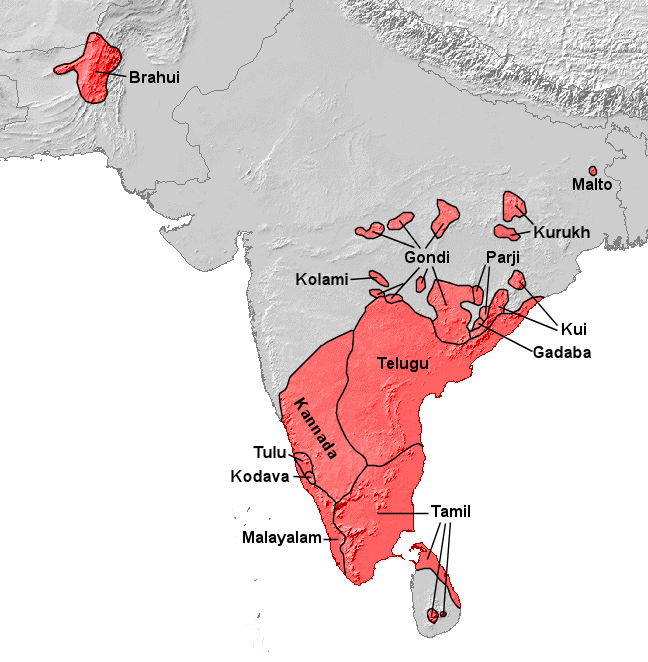
De dravidiska språkens utbredning.

Dravidiska språk är en språkfamilj som omfattar omkring 26 språk som huvudsakligen talas i södra Indien och i Sri Lanka, samt i vissa områden i Pakistan, Nepal, Bangladesh och östra och centrala Indien, och även i delar av Afghanistan och Iran. Dessutom talas dravidiska språk av utvandrade grupper i andra länder som Storbritannien, USA, Kanada, Malaysia och Singapore.
Dravidiska språk talas av över 200 miljoner människor. De förefaller inte ha något släktskap med andra kända språkfamiljer. Vissa forskare räknar de dravidiska språken till en större elamo-dravidisk språkfamilj, vilken skulle inkludera den forntida elamitiskan hemmahörande i det nuvarande sydvästra Iran. Denna indelning har dock inget generellt forskarstöd.

## Historia
De dravidiska språkens ursprung, liksom deras senare utveckling och perioden då de skildes åt, är oklara. Denna situation blir inte bättre av bristen på jämförande språkforskning om de dravidiska språken. Det har gjorts försök att koppla språkfamiljen till elamitiskan, japanskan, baskiskan, koreanskan, sumeriskan, australiska språk och Induskulturens okända språk, alla utan större framgång. Teorin att de dravidiska språken visar likheter med uraliska språk, är populär bland dravidiska lingvister och har fått stöd av ett antal forskare, däribland Robert Caldwell, Thomas Burrow, Kamil Zvelebil, och Michail Andronov Denna teori har dock förkastats av specialister på uraliska språk, och har på senare tid även kritiserats av andra dravidiska lingvister.
Protodravidiskan tros ha delats upp i proto-norddravidiska, proto-centraldravidiska, proto-sydcentraldravidiska och proto-syddravidiska omkring 500 f.Kr., men vissa forskare har framfört att graden av skillnad mellan de olika undergrupperna tyder på att uppdelningen skedde tidigare. 
Existensen av en dravidisk språkfamilj föreslogs första gången 1816 av Alexander D. Campbell i Grammar of the Teloogoo Language, där han och Francis W. Ellis hävdade att tamil och telugu härstammade från ett gemensamt, ickeindoeuropeiskt språk. Det var dock inte förrän 1856 som Robert Caldwell publicerade sin Comparative grammar of the Dravidian or South-Indian family of languages, som utvidgade den dravidiska språkfamiljens utbredning avsevärt och etablerade den som en av de större språkfamiljerna i världen. Caldwell myntade termen "Dravidian" ("dravidisk") från sanskritordet drāvida, som användes om språken i södra Indien i en text från 600-talet. Ordet förekommer i Manus lagbok. Publiceringen av den dravidiska etymologiska ordboken  av T. Burrow och M. B. Emeneau var en betydande händelse i dravidisk språkforskning.

## Litteraturspråk och övriga

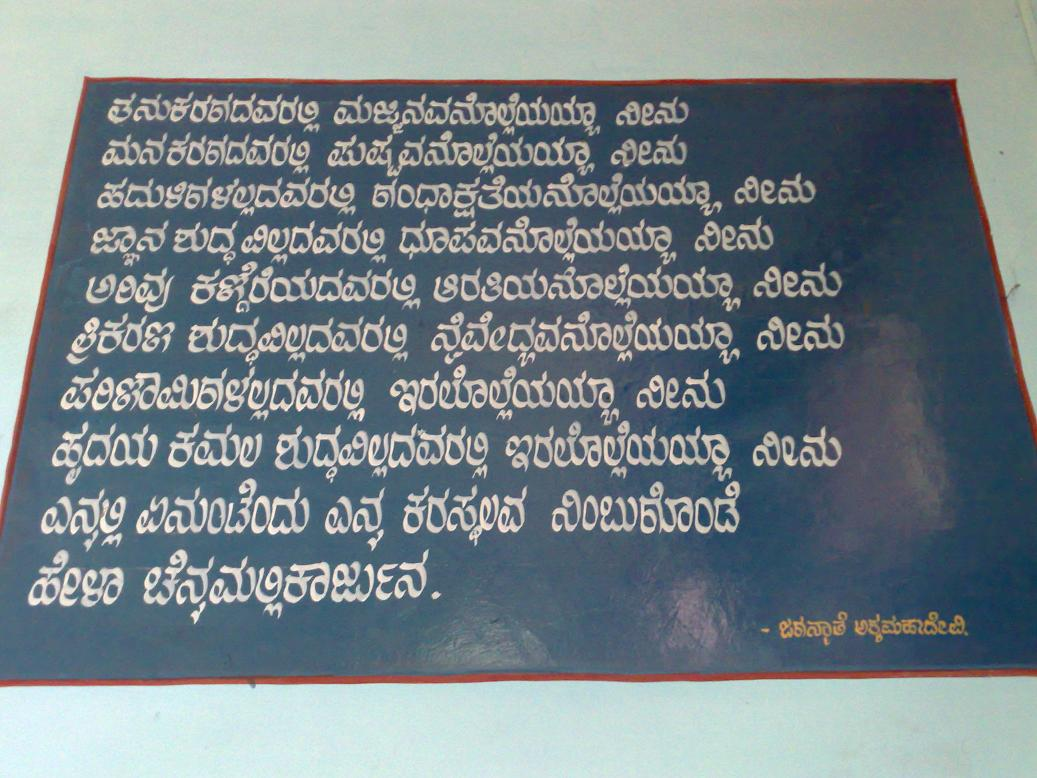
Poem på kannada.